# Hans Günther Hermann Stumpe
Hans Günther Hermann Stumpe (* 1936) ist ein wegen Mordes verurteilter deutscher Kaufmann. Er tötete 1985 im dänischen Urlaubsort Vorupør die deutsche Prostituierte Helga Casu. Das Verbrechen sorgte für große Aufregung in beiden Ländern und galt als der erste Fall solcher Art in neuerer Zeit in Dänemark. Es war der erste dänische Kriminalfall, bei dessen Aufklärung die Gentechnologie zur Anwendung kam.
Im September 1985, an dem Tag, an dem die Entenjagd begann, fand ein Jäger Teile einer zerlegten Frauenleiche im Roddenbjerg-See unweit von Agger im südlichen Thy. Nach Monaten intensiver Nachforschung konnten dänische und deutsche Polizei das sorgfältig geplante Verbrechen aufklären. Der 49-jährige Wolfsburger Kaufmann Hans Günther Stumpe hatte die 36-jährige Friseurin und Prostituierte Helga Casu aus Braunschweig unter dem Vorwand, Geschäftliches bezüglich der Eröffnung eines Restaurants zu besprechen, in den Urlaub nach Vorupør eingeladen. Dazu hatte Helga Casu einen Kredit in Höhe von 40.000 DM aufgenommen; vermutlich eignete sich Stumpe dieses Geld an. 
Das geplante, anscheinend perfekte Verbrechen wurde durch einen Zusammenfall von Umständen aufgeklärt:
- Weil keine Dänin mit den betreffenden Kennzeichen vermisst wurde, und weil vier Fünftel der Touristen in der Region Bundesdeutsche waren, ging die Polizei schon von Anfang davon aus, dass es sich bei dem Opfer vermutlich um eine Deutsche handelte.

- Ein deutscher Tourist hatte die verbrannten Reste von Helga Casus Personalausweis bei einem Müllkorb auf einer abgelegenen Raststelle an der Küstenstraße in Thy gesehen. Weil er ebenfalls aus Braunschweig kam, konnte er sich noch gut an das Ereignis erinnern, als sie einige Wochen später von der Braunschweiger Polizei als vermisst gesucht wurde.

- Als Stumpe das Ferienhaus in Vorupør verließ, war das Haus außergewöhnlich gründlich saubergemacht worden. Das Schlafzimmer war mit neuen Matratzen und Rollmatratzen versehen, was die Eigentümerin wunderte. Eine Verkäuferin eines Bettenladens im Kaufzentrum von Hanstholm konnte Stumpe später identifizieren.

- Ein Fischer im Hafen von Hanstholm hatte gesehen, wie Stumpe vom Gepäckraum seines Autos ein Paket oder Säcke herausholte und ins Wasser warf. Dabei notierte der Fischer das Kennzeichen, was ausschlaggebend für die Aufklärung wurde.

Um sein Alibi zu sichern, hatte Stumpe einen Brief von sich selbst an seine Frau adressiert. Den Brief steckte er in einen weiteren Umschlag und sandte ihn an ein Postamt in München. Hier öffneten Beamte den Umschlag und sandten den frankierten Brief weiter. Obwohl der Brief abgestempelt war, konnten die vielen Zeugen jedoch belegen, dass Stumpe zur Zeit des Mordes in Dänemark war.
Kopf und Hände wurden vermutlich in den Hafen von Hanstholm geworfen, aber trotz Untersuchungen nie gefunden.
Die Rechtsmedizinerin, die die Leiche untersuchte, behauptete, es handle sich bei dem Täter um jemanden, der nicht zum ersten Mal ein Messer führe. Die Vermutung, dass Stumpe für mehrere Fälle verantwortlich sein könnte, wurde von der Polizei untersucht, ließ sich jedoch nicht sicher feststellen. 
Am Gerichtsverfahren nahmen etwa 100 Zeugen aus Deutschland und 40 aus Dänemark teil. 1986 wurde Stumpe von einem Gericht in Braunschweig zu lebenslanger Haft verurteilt, die noch in der JVA Celle vollzogen wird. 
Der Fall wurde 2002 in der dänischen TV-Krimiserie Rejseholdet dramatisiert.